# 최지수 (배우)
최지수(1997년 8월 25일 ~ )는 대한민국의 배우이다.

## 학력
- 금촌고등학교
- 성균관대학교 연기예술학과

## 드라마
- 2017년 tvN 《크리미널 마인드》- 소녀 역
- 2018년 MBC 《사생결단 로맨스》- 선화 역
- 2019년 뮤직앤뉴 《사회인》- 지수 역
- 2019년 ~ 2020년 SBS 《농부사관학교》- 소율 역
- 2020년 JTBC 《놓지마 정신줄》- 대박순 역
- 2021년 웹드라마 《리플레이:다시 시작되는 순간》-  임서은 역
- 2021년 《썸타는 편의점》- 이주아 역
- 2021년 《드라마 스테이지-안녕 도로시》- 변정린 역
- 2025년 MBC 《바니와 오빠들》- 남꽃님 역

## 영화
- 2015년 엠보이
- 2019년 사회인
- 2020년 특수요원
- 2020년 슈팅걸스
- 2020년 초미의 관심사
- 2020년 코스모스
- 2024년 빅토리 - 소희 역

## 광고
- 2018년 : 바슈롬코리아 - 리뉴프레쉬
- 2020년 : 동아제약 - 노스카나겔